# Императрица Сунмёнхё

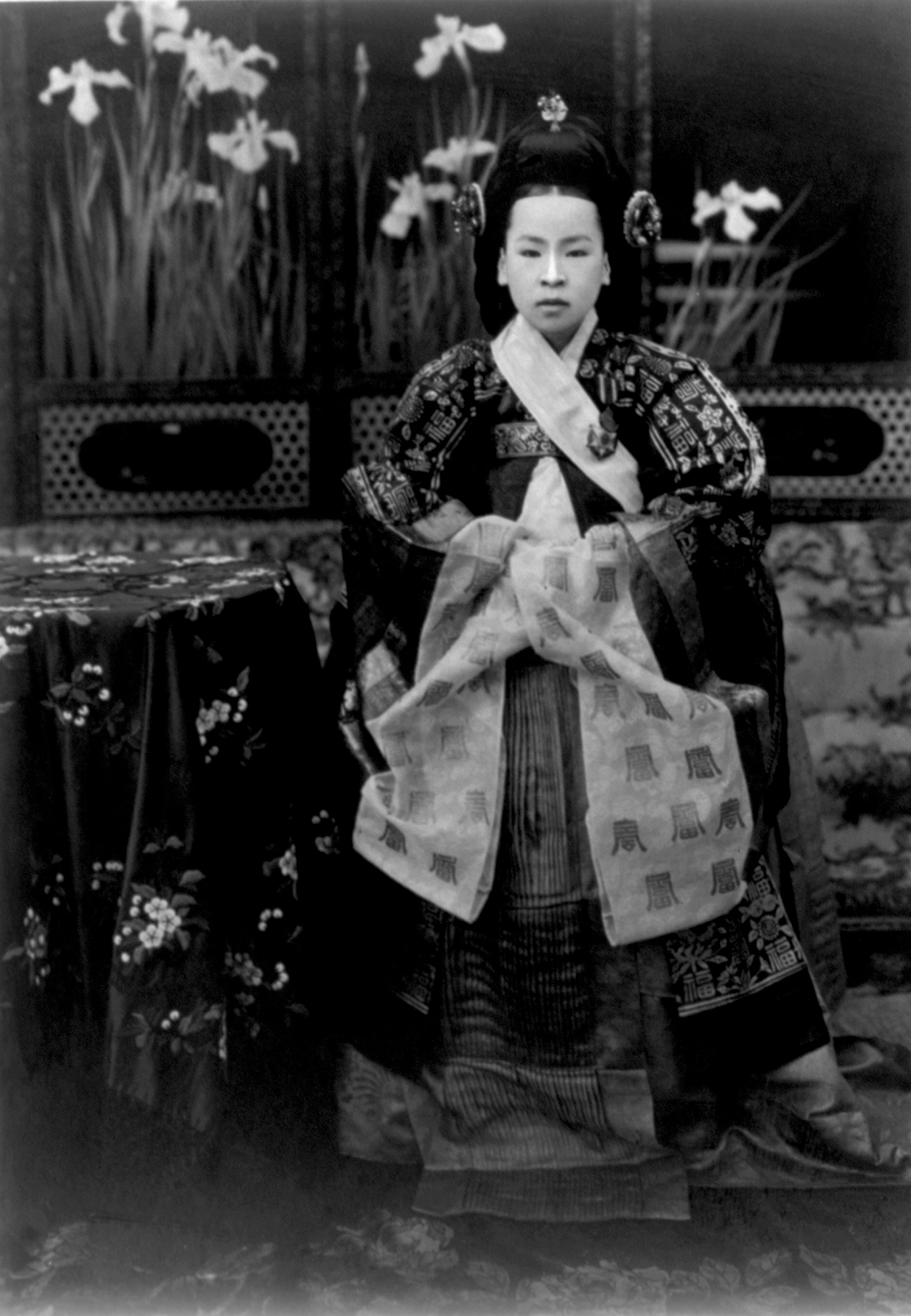
Императрица Сунмёнхё. Фотография 1909 года из коллекции Библиотеки Конгресса США.

Императрица Корейской империи Сунмёнхё (20 ноября 1872 — 5 ноября 1904) была супругой чосонского наследного принца Сунджона, который позже стал вторым и последним императором Корейской империи и правителем Кореи из династии Ли.
Она родилась в 1872 году. Её отцом был Мин Тэхо́ из клана Ёхын Мин. Юную госпожу Мин выдали замуж за наследного принца Сунджона в 1882 году, когда ей было 10 лет.
В 1895 году принцесса Мин стала свидетельницей убийства своей свекрови — королевы Мин. По словам свидетелей, принцесса встала перед королевой, пытаясь защитить её. Впоследствии принцесса Мин страдала от тяжёлой депрессии, что, предположительно, способствовало её ранней смерти. Она умерла до того, как её муж был провозглашён императором.
После смерти принцесса получила титул императрица Корейской империи Сунмёнхё. Похоронена вместе с мужем и его второй женой, императрицей Сунджонхё.